# MOS Wola Warszawa

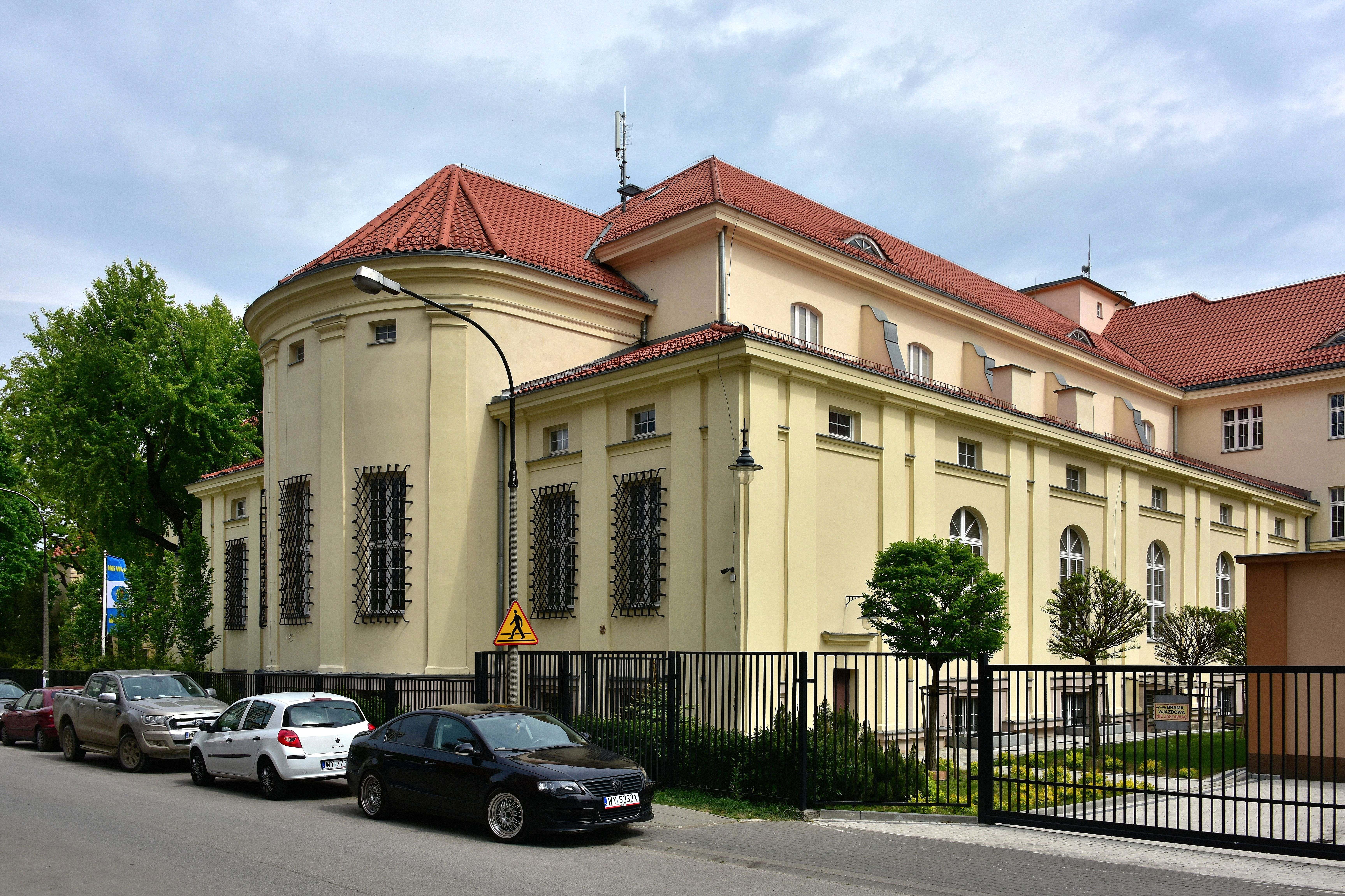
Siedziba MOS Wola przy ul. Rogalińskiej 2 w Warszawie

Międzyszkolny Ośrodek Sportowy Wola Warszawa – publiczna placówka oświatowo-wychowawcza znajdująca się przy ul. Rogalińskiej 2 na warszawskiej Woli. 
Ośrodek prowadzi szkolenie sportowe w sekcji piłki siatkowej dziewcząt i chłopców w wieku 10–19 lat. Jest jednym z czołowych w Polsce i Europie ośrodków siatkówki młodzieżowej. W sierpniu 2018 roku Rada m. st. Warszawy przyznała wolskiemu ośrodkowi Nagrodę Miasta Stołecznego Warszawy.

## Historia
MOS Wola Warszawa istnieje od 1965 roku. Przy Międzyszkolnym Ośrodku Sportowym „Wola” od 1980 roku działa Uczniowski Międzyszkolny Klub Sportowy. W ośrodku trenuje siatkówkę ponad 500 osób, w 30 grupach szkoleniowych pod kierunkiem 17 dyplomowanych trenerów. Sekcja siatkówki UMKS MOS Wola została odznaczona przez Polski Związek Piłki Siatkowej Złotą Honorową Odznaką za zasługi dla rozwoju polskiej siatkówki. 
Ośrodek mieści się w zachodnim skrzydle zabytkowego kompleksu dawnej szkoły dla dzieci pracowników Tramwajów Miejskich, obecnie siedzibie III Liceum Ogólnokształcącego im. gen. Józefa Sowińskiego.

### Sukcesy
Siatkarze i siatkarki MOS Wola wywalczyli 36 medali w młodzieżowych mistrzostwach Polski (9 tytułów mistrza Polski, 12 tytułów wicemistrza Polski i 15 medali brązowych). MOS Wola kilkakrotnie zwyciężył w rankingu Ministerstwa Sportu i  Rekreacji  na najlepszy ośrodek siatkówki młodzieżowej w Polsce. MOS Wola prowadzi współpracę i wymianę z czołowymi ośrodkami siatkówki młodzieżowej w Europie. Co roku organizowany jest Międzynarodowy Turniej Siatkówki Młodzieżowej „WOLA-CUP”. Odbyło się 31. edycji tego turnieju, a w ostatnich latach honorowy patronat nad imprezą obejmuje prezydent Warszawy lub burmistrz dzielnicy Wola.

### Zawodnicy
W MOS Wola wychowało się wiele znanych siatkarek i siatkarzy:
- Izabela Szczypiórkowska-Bal,
- Jolanta Kosmol-Studzienna,
- Agata Jung -Tekiel
- Arkadiusz Gołaś (olimpijczyk z Aten)
- Zbigniew Bartman (olimpijczyk z Londynu)
- Tomasz Drzyzga
- Fabian Drzyzga (olimpijczyk z Rio)
- Grzegorz Łomacz (olimpijczyk z Rio)
- Damian Wojtaszek

Ponad 200 absolwentów MOS Wola, po zakończeniu wieku juniora, znalazło miejsce w profesjonalnych klubach ekstraklasy oraz I i II ligi. Młodzieżowa drużyna siatkarzy UMKS MOS Wola po raz siódmy uczestniczy w rozgrywkach II ligi mężczyzn PZPS.
Zawodnicy MOS Wola zdobywali medale w juniorskich mistrzostwach świata i Europy. 
Arkadiusz Gołaś i Maciej Kosmol w 1999 roku w Rijadzie zdobyli brązowe medale mistrzostw świata kadetów, w 2003 roku dwaj siatkarze MOS Wola Bartosz Gawryszewski i Tomasz Drzyzga zostali wicemistrzami Europy do lat 18. W roku 2004 Zbigniew Bartman został mistrzem Europy i wicemistrzem świata w piłce siatkowej plażowej. W roku 2005 trzech siatkarzy MOS Wola Zbigniew Bartman, Grzegorz Łomacz i Mateusz Gorzewski zostało mistrzami Europy do lat 18 na ME w Rydze. W roku 2007 Fabian Drzyzga z MOS Wola został wicemistrzem Europy kadetów w Wiedniu, a w roku 2014 został mistrzem świata na MŚ rozgrywanych w Polsce. W roku 2013 Paulina Bałdyga została mistrzynią Europy kadetek w Czarnogórze. W roku 2015 Jakub Szymański został mistrzem świata kadetów w Argentynie. Drużyny siatkarskie MOS Wola uczestniczą w najważniejszych młodzieżowych turniejach w Europie.

### Trenerzy
W MOS Wola pracowało i nadal szkoli młodzież wielu znanych i cenionych trenerów siatkówki. Najbardziej znani szkoleniowcy w historii sekcji żeńskiej MOS Wola:
- Marian Bińkowski
- Stanisław Lizińczyk
- Artur Wójcik

W sekcji męskiej największe sukcesy odnotowali trenerzy: 
- Krzysztof Felczak
- Krzysztof Zimnicki
- Mirosław Grygoruk

## Sekcja siatkarska mężczyzn
MOS Wola Warszawa – męska drużyna siatkarska będąca sekcją siatkówki klubu sportowego MOS Wola Warszawa.